# El Tupí
Pour les articles homonymes, voir Tupi.
El Tupí est la capitale de la paroisse civile d'Independencia de la municipalité de Federación de l'État de Falcón au Venezuela.